# 1029 La Plata
La Plata (asteroide 1029) é um asteroide da cintura principal com um diâmetro de 20,78 quilómetros, a 2,8256924 UA. Possui uma excentricidade de 0,022333 e um período orbital de 1 794,71 dias (4,92 anos).
La Plata tem uma velocidade orbital média de 17,51966373 km/s e uma inclinação de 2,42891º.
Esse asteroide foi descoberto em 28 de abril de 1924 por Juan Hartmann.